# Torsten Svensson (diplomat)
Sven Torsten Svensson, född den 22 november 1925 i Malmö, död den 9 mars 2012, var en svensk diplomat.

## Biografi
Svensson var son till stationsförmannen Oscar Svensson och Ida, född Nilsson. Han avlade studentexamen 1946 och gick på ABA:s trafikskola 1947. Svensson var trafikassistent vid ABA 1947-1948 och tjänstgjorde vid utrikesdepartementet 1948-1950. Han tjänstgjorde i Montréal 1950-1955, Houston 1955, Santiago de Chile 1955-1959 och Mexico City 1959-1964. Svensson var vicekonsul i Hamburg 1964-1969, vicekonsul och konsul i Palma de Mallorca 1969-1976. Han var därefter konsul i Hamburg 1976-1981, departementssekreterare vid utrikesdepartementet 1981-1984, generalkonsul i Amsterdam 1984-1985, generalkonsul i Haag 1986-1987 och generalkonsul i Jeddah 1987-1991.
Han var sekreterare vid UD:s nämnd för konsulära sjöfolks- och sjöfartsärenden 1981-1984.
Svensson gifte sig 1950 med Siv Johansson (född 1923), dotter till ingenjören Karl och Hilma Johansson. Svensson  gravsattes på Värmdö.